# الجيش الوطني لتركستان الشرقية
جيش تركستان الشرقية الوطني أو جيش إيلي (بالإيغورية: شەرقىي تۈركىستان مىللىي ئارمىيىسى) كانت القوات المسلحة لجمهورية تركستان الشرقية الثانية (ETR). كان نشطًا من عام 1945 إلى عام 1949، بعد حل جمهورية تركستان الشرقية الثانية في عام 1946، عندما أُعيد تسميته بجيش إيلي الوطني (بالصينية: 伊犁民族軍) وفقًا لاتفاقية السلام بين قيادة جمهورية تركستان الشرقية الثانية وممثلي جمهورية الصين. كانت الجيش يتكون في الأصل من ستة أفواج: فوج المشاة (شويدونغ)، وفوج غولجا، وفوج كينساي، وفوج احتياطي غولجا، وفوج سلاح الفرسان الكازاخستاني، وفوج دونجان، وفرقة المدفعية، وفرقة شيبو، وفرقة المغول. وقد تم إصلاح القسمين الأخيرين في وقت لاحق إلى أفواج. كانت جميع الأفواج مسلحة بأسلحة ألمانية الصنع في الغالب، والتي قدمها الاتحاد السوفييتي بناء على أوامر من جوزيف ستالين. دُرب موظفوها في الاتحاد السوفيتي. وشمل الطيران المتمرد 42 طائرة، استولى الجيش عليها في قاعدة غولجا الجوية للكومينتانغ وأصلحها أفراد الجيش السوفييتي.

## التاريخ
تأسس الجيش الوطني لتركستان الشرقية في 8 نيسان 1945. كان إيليهان توري قائدًا لجيش تركستان الشرقية الوطني حتى نفيه إلى الاتحاد السوفيتي. شغل عبد الكريم عباسوف منصب المدير السياسي.
وبحسب م. كوتلوكوف، في سبتمبر/أيلول 1945، حقق الجيش الوطني انتصارات حاسمة على قوات الكومينتانغ في جونغاريا، حيث حوصرت فرقتان كاملتا الحجم من الكومينتانغ تم تشكيلهما حديثًا وتضمَّنت حوالي 25 ألف جندي، مسلحين بأسلحة أمريكية الصنع، وتم إبادتهم بالكامل، باستثناء 6 آلاف جندي وضابط، بما في ذلك 7 جنرالات، استسلموا، في معارك في منطقة ووسو - شيهيزي شديدة التحصين. وقد تحقق ذلك جزئيًّا بفضل شجاعة جنود وضباط جيش تركستان الشرقية الوطني، وخبرة العديد من العسكريين والمستشارين السوفييت الذين شاركوا بشكل مباشر في العمليات العسكرية، واستخدام نيران المدفعية الثقيلة والقصف الجوي (من طيران المتمردين) لمواقع الكومينتانغ في المنطقة الاستراتيجية الغنية بالنفط.[بحاجة لمصدر]
في 22 كانون الأول 1949، انضم الجيش الوطني إلى جيش التحرير الشعبي باعتباره فيلق سنجان الخامس، ولكن أُعيد تشكيله بعد ذلك. تم نقل أقسامها إلى فيلق الإنتاج والبناء في سنجان الذي تم إنشاؤه حديثًا، وتم الاستيلاء على جميع أسلحة الأقسام. وفي وقت لاحق، تم حل الانقسامات الوطنية بالكامل.[بحاجة لمصدر]

## التشكيل

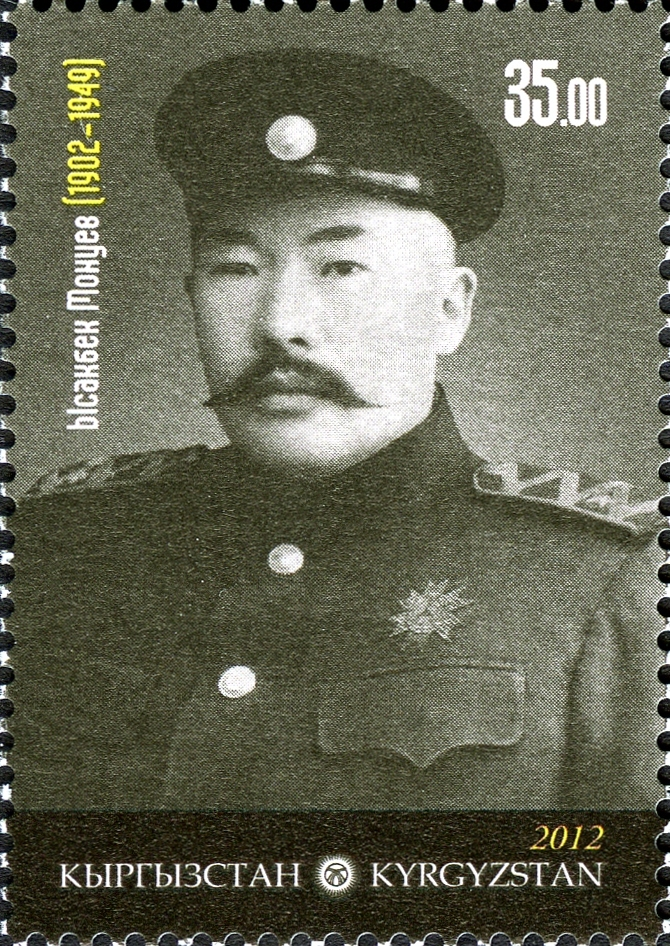
إسحاق بيك مونوف، نائب القائد العام لجيش تركستان الشرقية الوطني، يرتدي رتبة لواء.

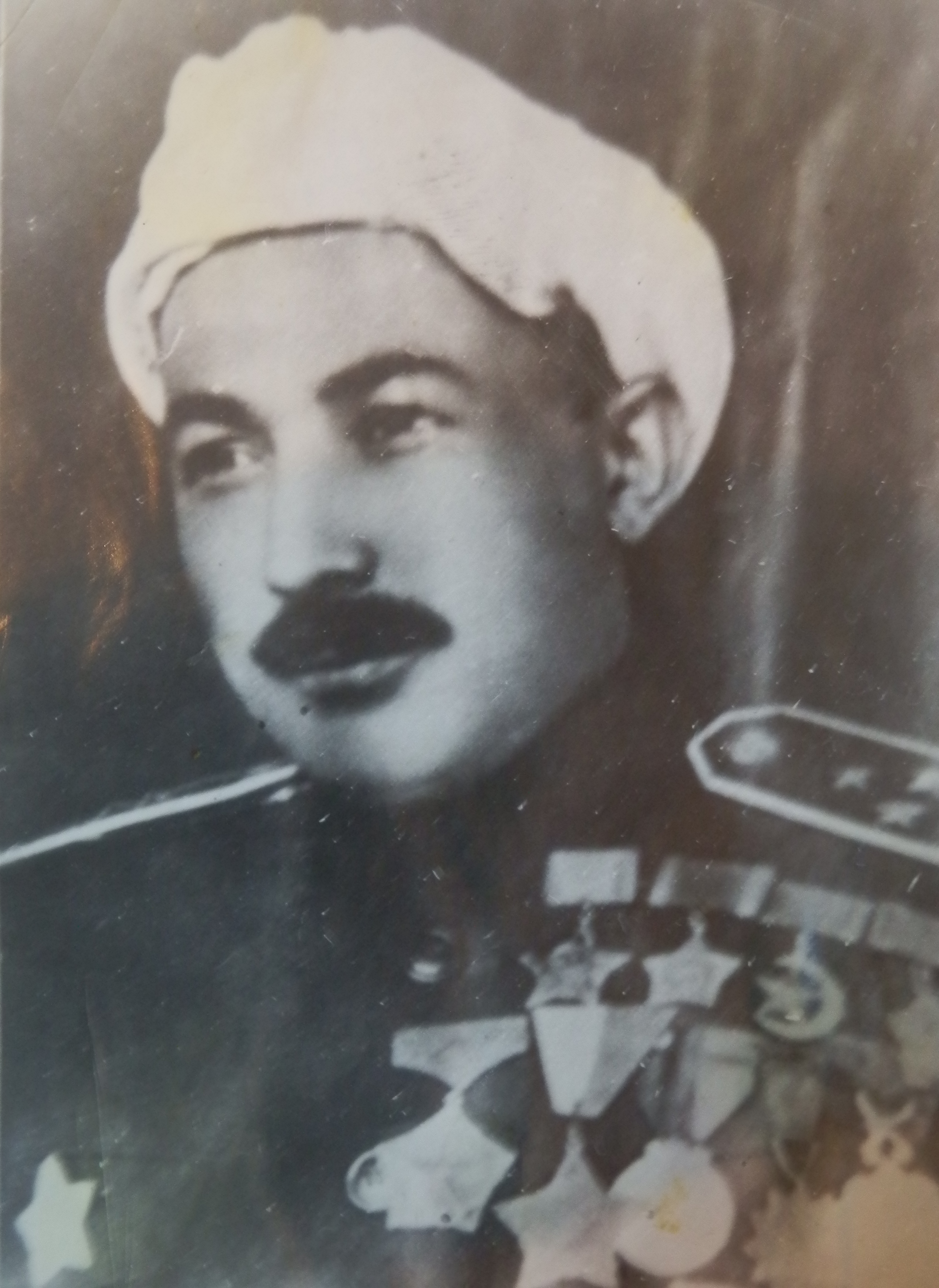
أحمد جان قاسم، رئيس جمهورية تركستان الشرقية الثانية، بالزي العسكري للجيش الوطني.

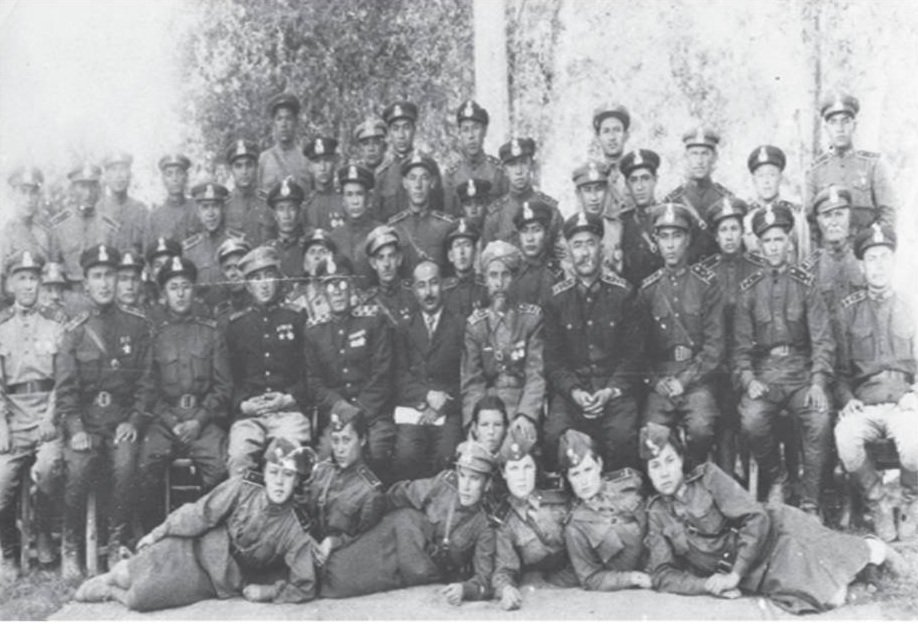
ضباط من جيش تركستان الشرقية الوطني، 1945

تأسس الجيش الوطني لجمهورية تركستان الشرقية في 8 أبريل 1945 وكان يتألف في الأصل من ستة أفواج:
1. فوج المشاة سويدون
2. فوج غولجا
3. فوج كينساي
4. فوج احتياطي غولجا
5. فوج الفرسان الكازاخستاني
6. فوج تونغان
7. كتيبة سيبو
8. كتيبة المغول

تم فرض التجنيد العام لجميع الأجناس، باستثناء الصينيين، في الجيش الوطني في منطقة إيلي.
وفي وقت لاحق، تمت ترقية كتائب شيبو والمغول إلى أفواج. عندما انشق الجنود الكازاخستانيون غير النظاميين بقيادة عثمان باتور وانضموا إلى الكومينتانغ في عام 1947، انشق أيضًا فوج الفرسان الكازاخستاني التابع للجيش الوطني وانضم إلى عثمان باتور. يتكون الجزء الآلي من الجيش من فرقة مدفعية، والتي تضمنت اثني عشر مدفعًا، ومركبتين مدرعتين، ودبابتين. شملت قوات الطيران الوطنية اثنين وأربعين طائرة تم الاستيلاء عليها في قاعدة جوية تابعة للكومينتانغ في غولجا في 31 يناير 1945. تضررت جميعها أثناء المعركة للسيطرة على القاعدة. وأُصلحَت بعض الطائرات ووُضعَت في الخدمة من أفراد الجيش السوفييتي في جمهورية تركستان الشرقية الثانية. شاركوا في المعركة بين جنود تركستان الشرقية والكومينتانغ للسيطرة على شيهيزي وجينغي في سبتمبر 1945.
أسفرت المعركة عن الاستيلاء على قواعد الكومينتانغ وحقول النفط في دوشانزي. خلال المعركة، تم الاستيلاء على طائرة أخرى تابعة للكومينتانغ، ووصلت مفارز الجيش الوطني إلى نهر ماناسي شمال أورومتشي، مما تسبب في حالة من الذعر في المدينة. تم إخلاء المكاتب الحكومية إلى قومول. وتم إلغاء الهجوم على عاصمة سنجان بسبب الضغوط المباشرة من موسكو على قيادة جمهورية إيترانج، التي وافقت على اتباع أوامر موسكو لبدء محادثات السلام مع الكومينتانغ ووقف إطلاق النار على جميع الحدود. جاءت محادثات السلام الأولى بين جمهورية إيتاشيا وحزب الكومينتانغ في أعقاب خطاب تشيانج كاي شيك على إذاعة الصين الحكومية والذي عرض فيه حل أزمة سنجان والإيغور سلميا مع المتمردين. بدأت محادثات السلام بوساطة الاتحاد السوفييتي في أورومتشي في 14 تشرين الأول 1945.
يضم الجيش الوطني ما بين 25 ألفًا إلى 30 ألف جندي. وبموجب اتفاقية السلام مع تشيانج كاي شيك التي تم توقيعها في 6 يونيو/حزيران 1946، تم تخفيض هذا العدد إلى ما بين 11 ألفاً و12 ألف جندي، واقتصر وجوده على مراكز في المقاطعات الثلاث فقط (إيلي، وتارباغاتاي، وألتاي) في شمال سنجان. كما تم سحب قوات الجيش الوطني من جنوب سنجان، وترك مدينة أكسو الاستراتيجية وفتح الطريق من أورومتشي إلى منطقة كاشغر. وهذا ما سمح للكومينتانغ بإرسال 70 ألف جندي من عام 1946 إلى عام 1947 وقمع التمرد في جبال بامير.
تم كسر التمرد في 19 أغسطس 1945 في منطقة سرقول في تاجدومباش بامير. استولى المتمردون بقيادة صادق خان خوجة الإيغوري من كارجيليك وشاه ساريقولي طاجيك كارافان على جميع المراكز الحدودية بالقرب من الحدود الأفغانية والسوفيتية والهندية (سوباشي، دفتر، مينتاكا قراول، بولونقول)، وقلعة طشقرغان، مما أسفر عن مقتل قوات الكومينتانغ. فاجأ المتمردون قوات الكومينتانغ عندما احتفلوا باستسلام الجيش الياباني في منشوريا. نجا عدد قليل من قوات الكومينتانغ في ساريكول وهربوا إلى الهند أثناء الهجوم المتمرد. كانت القاعدة الأصلية للتمرد تقع في قرية تاجارما الجبلية في منطقة بامير، بالقرب من الحدود السوفيتية. في 15 سبتمبر 1945، استولى متمردو تاشكورغان على إيغيز يار على الطريق المؤدي إلى يانقهيسار، بينما استولت مجموعة أخرى من المتمردين في نفس الوقت على أويتاغ، وبوستان تيريك، وتاشمالك على الطريق المؤدي إلى كاشغر.
وبحلول نهاية عام 1945، هاجم متمردو تاشكورغان منطقتي كاشغر وياركاند. في الثاني من يناير/كانون الثاني 1946، وبينما تم توقيع اتفاقية السلام الأولية في أورومتشي بين ممثلي جمهورية إيتراب التبتية والكومينتانغ بوساطة سوفيتية، استولى المتمردون على غوما وكارجيليك وبوسكام ، وهي مدن مهمة كانت تسيطر على الاتصالات بين سنجان والتبت والهند. في 11 يناير 1946، شن جيش الكومينتانغ هجومًا مضادًا على المنطقة العسكرية ياركاند، مستقدمًا تعزيزات من منطقة أكسو. تمكن المهاجمون المضادون من صد متمردي تاشكورغان من أطراف ياركاند ، واستعادوا بلدات بوسكام وكارجيليك وغوما، وأعادوا منطقة طشقرغان إلى السيطرة الصينية بحلول صيف عام 1946.
نجا بضع مئات فقط من المتمردين البالغ عددهم 7000. وتراجع الناجون إلى قاعدة بامير الجبلية في قوسراب (قرية في مقاطعة أكتو الحالية). كان الجيش الوطني نشطًا جزئيًا في كاشغر وأكسو من عام 1946 إلى عام 1949، مع وصول وحدات جيش التحرير الشعبي إلى سنجان.
وصل دينج لي تشون، المبعوث الخاص لماو تسي تونج ، إلى غولجا في 17 أغسطس 1949 للتفاوض مع قيادة المقاطعات الثلاث بشأن مستقبل المقاطعات. وفي اليوم التالي، أرسل دينج برقية سرية إلى ماو بشأن قوات المقاطعات الثلاث. وأشار إلى أن القوات كانت تضم نحو 14 ألف جندي، مسلحين في الغالب بأسلحة ألمانية، ومدفعية ثقيلة، و120 شاحنة عسكرية، ومركبات سحب مدفعية، ونحو 6 آلاف حصان من سلاح الفرسان. كان أفراد من الجيش السوفييتي حاضرين في الجيش وقاموا بصيانة 14 طائرة، والتي تم استخدامها كقاذفات. في 22 ديسمبر 1949، تم دمج الجيش الوطني في جيش التحرير الشعبي باعتباره فيلق سنجان الخامس.

## الرتب
كانت صفوف الجيش الوطني لجمهورية تركستان الشرقية الثانية (1944-1949) مماثلة في تصميمها للرتب السوفيتية حيث تم تدريب الجيش من الاتحاد السوفيتي، الذي دعمه خلال حربه ضد الكومينتانغ.

### الاستشهادات
1. ↑  "历史上的新疆民族军："三区革命"的主力军" [The Xinjiang National Army in History: The Main Force of the "Three-Region Revolution"]. 编辑：李晓江 (بالصينية المبسطة). 青年军事·中国军网，来源：新疆哲学社会科学网. 3 Mar 2014. Archived from the original on 2019-05-07. Retrieved 2019-05-08.
2. ↑  Kutlukov، M. (1958). "East Turkestan Republic (1944–1949) in Xinjiang as part of Uyghur independence East Turkestan". Academy of Sciences of USSR. Tashkent.
3. ↑  Millward 2007: 219.
4. ↑  "哈吉娅•阿巴斯, 宣传党的民族政策——我的父亲阿不都克里木·阿巴索夫" [Hagia Abbas, propaganda of the party's national policy-my father Abdukrim Abbasov] (بالصينية). 14 Mar 2014. Archived from the original on 2018-10-04.
5. ↑  "Parade Incorporating the East Turkistan National Army into the PLA's 5th Army Corps". East Turkistan Government in Exile. مؤرشف من الأصل في 2023-12-04. اطلع عليه بتاريخ 2021-05-26.
6. ↑  Perkins، E. Ralph، المحرر (1947). "Unsuccessful attempts to resolve political problems in Sinkiang; extent of Soviet aid and encouragement to rebel groups in Sinkiang; border incident at Peitashan". The Far East: China (PDF). Foreign Relations of the United States, 1947. Washington, DC: United States Government Printing Office. ج. VII. ص. 546–587. Documents 450–495. مؤرشف من الأصل (PDF) في 2024-03-26.
7. ↑  "历史上的新疆民族军："三区革命"的主力军" [The Xinjiang National Army in History: The Main Force of the "Three-Region Revolution"]. 编辑：李晓江 (بالصينية المبسطة). 青年军事·中国军网，来源：新疆哲学社会科学网. 3 Mar 2014. Archived from the original on 2019-05-07. Retrieved 2019-05-08.